# تازة كند (رودقات)
تازة كند هي قرية في مقاطعة شبستر، إيران. عدد سكان هذه القرية هو 101 في سنة 2006.